# Gerry Scotti

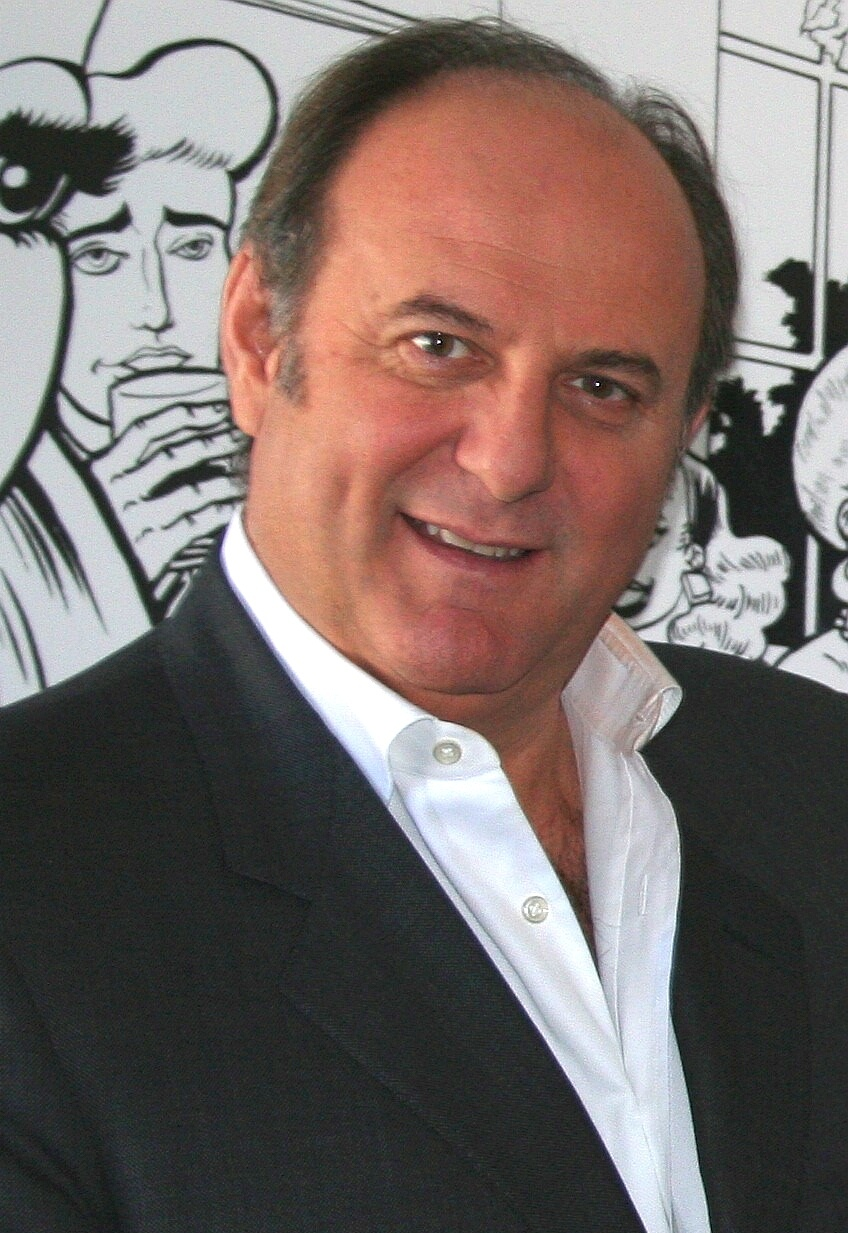
Gerry Scotti

Gerry Scotti (* 7. August 1956 in Miradolo Terme, Provinz Pavia als Virginio Scotti) ist ein italienischer Fernsehshowmaster, Schauspieler und ehemaliger Abgeordneter des italienischen Parlaments.
Nach einem abgebrochenen Jurastudium begann Scotti eine Karriere als Disc-Jockey bei Radio Milano International. 1982 wurde er Sprecher bei Radio Deejay und ein Jahr darauf Moderator bei DeeJay Television, dem ersten italienischen Programm für Videoclips, ausgestrahlt von Italia 1.
Scotti moderierte auch andere Musiksendungen wie Festivalbar und arbeitet bis heute als Hörfunkmoderator.
Seit den 1990er Jahren ist Gerry Scotti einer der meistbeschäftigten Moderatoren des italienischen Fernsehens, fast ausschließlich für den Sender Canale 5 von Mediaset. Er wurde vor allem als Quizmaster bekannt, so moderiert er die Sendung Chi vuol essere milionario? (italienische Ausgabe von Who Wants to Be a Millionaire?) sowie das Quiz Passaparola.
Daneben leitete er auch viele Unterhaltungssendungen wie zum Beispiel La sai l'ultima?, La Corrida und Paperissima (mit Michelle Hunziker) sowie die Satiresendung Striscia la Notizia. Scotti wirkte auch in einigen Sitcoms und Fernsehfilmen als Schauspieler mit. 
Im Jahre 2008 wurde er für seine berufliche Lebensleistung mit dem italienischen Fernsehpreis Telegatto in Platin ausgezeichnet.
Scotti war von 1987 bis 1993 Mitglied der italienischen Abgeordnetenkammer für die Sozialistische Partei Italiens.
Im März 2012 moderierte er die Sendung "The Money Drop".

## Diskografie (Auswahl)
- 1989: Aié (Oi Iuai)
- 2023: Gerry Christmas